# Partido da Aliança da Irlanda do Norte
Partido da Aliança da Irlanda do Norte (em inglês:  Alliance Party of Northern Island, APNI) é um partido político liberal e centrista da Irlanda do Norte. É o quinto maior partido da Irlanda do Norte, com 8 cadeiras na Assembleia do país.
Fundado em 1970 a partir do New Ulster Movement, o Partido Aliança originalmente representou unionistas moderados e não-sectários. Entretando, com o tempo, principalmente nos anos 90, se tornou neutro em relação ao Ato de União, e começou a representar ideais mais liberais e não-sectários. Ele se opõe à partilha de poder consociacional imposta pelo Acordo de Belfast como aprofundamento da divisão sectária e, na Assembleia da Irlanda do Norte, não é designado como unionista nem nacionalista irlandês, mas como "Outros".
Nas eleições gerais de maio de 2010, o Partido Aliança ganhou a primeira cadeira na Câmara dos Comuns em uma eleição geral no Reino Unido, depondo Peter Robinson, Primeiro-ministro da Irlanda do Norte e líder do Partido Unionista Democrático (PUD). Naomi Long foi a primeira MP do Partido da Aliança desde Stratton Mills, que se filiou ao partido desde o Partido Unionista do Ulster (UUP) em 1973. Entretanto, o DUP recuperou a cadeira na eleição geral de 2015 após um pacto eleitoral com o UUP, deixando o Partido da Aliança sem representação na Câmara dos Comuns.
O Partido da Aliança é membro da Internacional Liberal, e é alinhado com os Liberal Democratas no Reino Unido.

## Resultados eleitorais

### Eleições legislativas do Reino Unido

#### Resultados referentes à Irlanda do Norte
| Data    | CI. | Votos   | %           | +/-     | Deputados | +/-     | Status   |
| ------- | --- | ------- | ----------- | ------- | --------- | ------- | -------- |
| 02/1974 | 6.º | 22 660  | 0,1 / 100,0 |         | 0 / 12    |         | Oposição |
| 10/1974 | 5.º | 44 644  | 0,2 / 100,0 | 0,1     | 0 / 12    | Estável | Oposição |
| 1979    | 3.º | 82 892  | 0,3 / 100,0 | 0,1     | 0 / 12    | Estável | Oposição |
| 1983    | 4.º | 61 275  | 0,2 / 100,0 | 0,1     | 0 / 12    | Estável | Oposição |
| 1987    | 4.º | 72 671  | 0,2 / 100,0 | Estável | 0 / 12    | Estável | Oposição |
| 1992    | 4.º | 68 665  | 0,2 / 100,0 | Estável | 0 / 12    | Estável | Oposição |
| 1997    | 4.º | 62 972  | 0,2 / 100,0 | Estável | 0 / 12    | Estável | Oposição |
| 2001    | 4.º | 28 999  | 0,1 / 100,0 | 0,1     | 0 / 12    | Estável | Oposição |
| 2005    | 4.º | 28 291  | 0,1 / 100,0 | Estável | 0 / 12    | Estável | Oposição |
| 2010    | 4.º | 42 762  | 0,1 / 100,0 | Estável | 1 / 12    | 0,1     | Oposição |
| 2015    | 4.º | 61 556  | 0,2 / 100,0 | 0,1     | 0 / 12    | 1       | Oposição |
| 2017    | 4.º | 64 553  | 0,2 / 100,0 | Estável | 0 / 12    | Estável | Oposição |
| 2019    | 4.º | 134 115 | 0,4 / 100,0 | 0,2     | 1 / 12    | 1       | Oposição |
| 2024    | 4.º | 117 191 | 0,4 / 100,0 | Estável | 1 / 12    | Estável | Oposição |

### Eleições regionais da Irlanda do Norte
| Data | CI. | Votos   | %            | +/- | Deputados | +/-     | Status   |
| ---- | --- | ------- | ------------ | --- | --------- | ------- | -------- |
| 1973 | 4.º | 66 541  | 9,2 / 100,0  |     | 8 / 78    |         | Oposição |
| 1975 | 5.º | 64 657  | 9,8 / 100,0  | 0,6 | 8 / 78    | Estável | Oposição |
| 1982 | 4.º | 58 851  | 9,3 / 100,0  | 0,5 | 10 / 78   | 2       | Oposição |
| 1996 | 5.º | 49 176  | 6,5 / 100,0  | 2,8 | 10 / 110  | Estável | Oposição |
| 1998 | 5.º | 52 636  | 5,6 / 100,0  | 0,9 | 6 / 108   | 4       | Oposição |
| 2003 | 5.º | 25 372  | 3,7 / 100,0  | 1,9 | 6 / 108   | Estável | Oposição |
| 2007 | 5.º | 36 139  | 5,2 / 100,0  | 1,5 | 7 / 108   | 1       | Governo  |
| 2011 | 5.º | 36 139  | 7,7 / 100,0  | 2,5 | 8 / 108   | 1       | Governo  |
| 2016 | 5.º | 48 447  | 7,0 / 100,0  | 0,7 | 8 / 108   | Estável | Oposição |
| 2017 | 5.º | 72 717  | 9,1 / 100,0  | 2,1 | 8 / 90    | Estável | Governo  |
| 2022 | 3.º | 116 681 | 13,5 / 100,0 | 5,4 | 17 / 90   | 9       | Governo  |

### Eleições europeias

#### Resultados referentes à Irlanda do Norte
| Data | CI. | Votos   | %            | +/-  | Deputados | +/-     |
| ---- | --- | ------- | ------------ | ---- | --------- | ------- |
| 1979 | 4.º | 39 026  | 6,8 / 100,0  |      | 0 / 3     |         |
| 1984 | 5.º | 37 401  | 5,0 / 100,0  | 1,8  | 0 / 3     | Estável |
| 1989 | 5.º | 27 905  | 5,2 / 100,0  | 0,2  | 0 / 3     | Estável |
| 1994 | 4.º | 23 375  | 4,1 / 100,0  | 1,1  | 0 / 3     | Estável |
| 1999 | 7.º | 14 391  | 2,1 / 100,0  | 2,0  | 0 / 3     | Estável |
| 2009 | 6.º | 26 699  | 5,5 / 100,0  | 3,4  | 0 / 3     | Estável |
| 2019 | 2.º | 170 370 | 18,5 / 100,0 | 13,0 | 1 / 3     | 1       |